# Elk Point (Dakota del Sud)
Elk Point és una població dels Estats Units a l'estat de Dakota del Sud. Segons el cens del 2000 tenia 1.714 habitants.

## Demografia
Segons el cens del 2000, Elk Point tenia 1.714 habitants, 682 habitatges, i 459 famílies. La densitat de població era de 493,9 habitants per km².
Dels 682 habitatges en un 33,6% hi vivien nens de menys de 18 anys, en un 56,2% hi vivien parelles casades, en un 7,5% dones solteres, i en un 32,6% no eren unitats familiars. En el 28,6% dels habitatges hi vivien persones soles el 14,1% de les quals corresponia a persones de 65 anys o més que vivien soles. El nombre mitjà de persones vivint en cada habitatge era de 2,43 i el nombre mitjà de persones que vivien en cada família era de 3.
Per edats la població es repartia de la següent manera: un 26,7% tenia menys de 18 anys, un 8,7% entre 18 i 24, un 27,8% entre 25 i 44, un 21,4% de 45 a 60 i un 15,5% 65 anys o més.
L'edat mediana era de 36 anys. Per cada 100 dones de 18 o més anys hi havia 90,5 homes.
La renda mediana per habitatge era de 41.157 $ i la renda mediana per família de 48.056 $. Els homes tenien una renda mediana de 35.509 $ mentre que les dones 22.885 $. La renda per capita de la població era de 18.153 $. Entorn del 5,5% de les famílies i el 7,4% de la població estaven per davall del llindar de pobresa.

## Poblacions més properes
El següent diagrama mostra les poblacions més properes.